# Gorgonocephalus eucnemis
Gorgonocephalus eucnemis är en ormstjärneart som först beskrevs av Müller och Franz Hermann Troschel 1842.  Gorgonocephalus eucnemis ingår i släktet Gorgonocephalus och familjen medusahuvuden. Inga underarter finns listade i Catalogue of Life.

## Bildgalleri

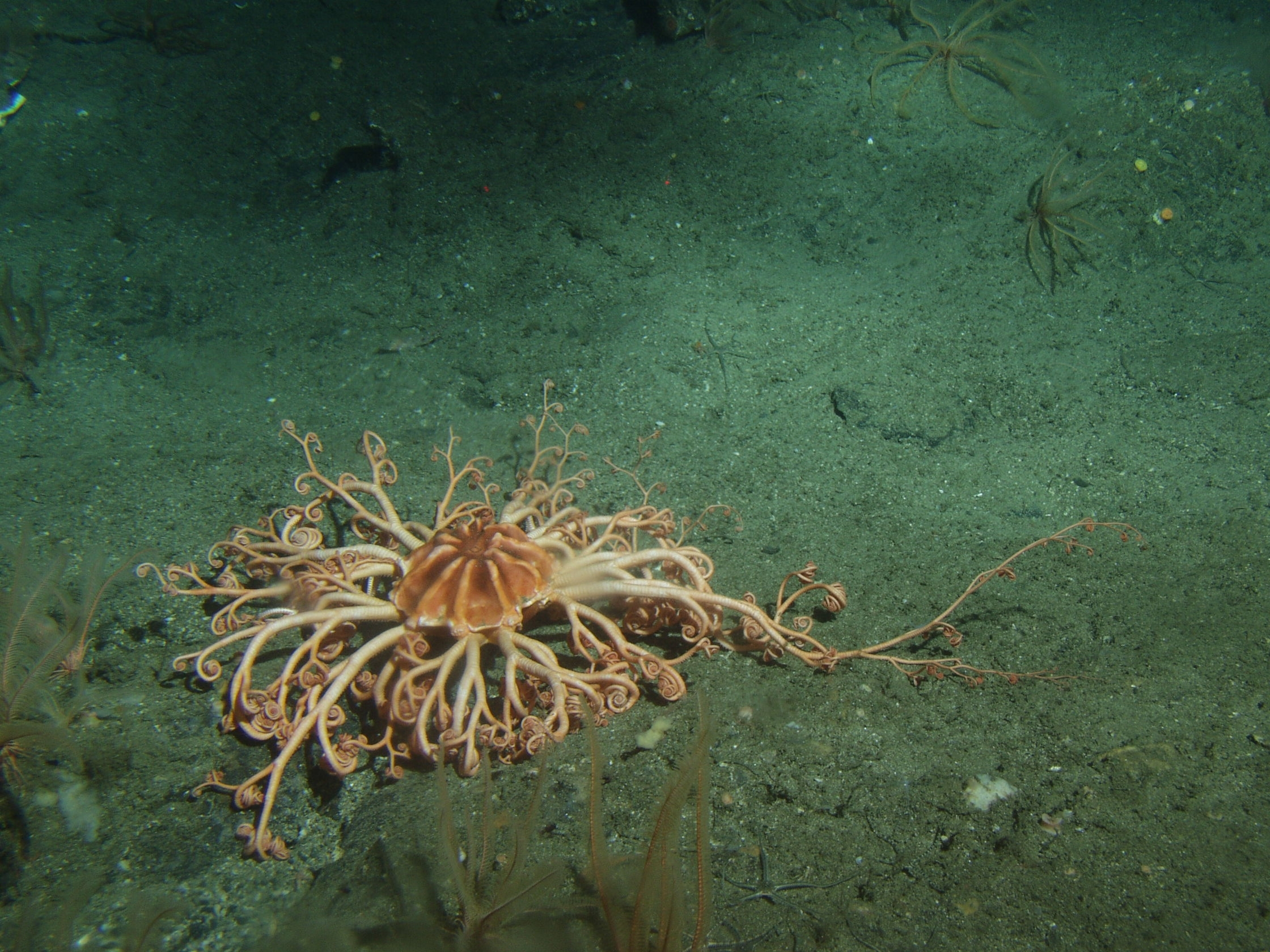